# Schwarze Hand

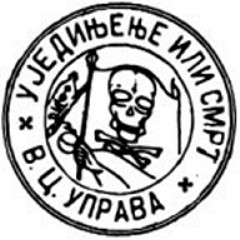
Der Siegelstempel der Schwarzen Hand zeigt einen Arm, der eine Fahne mit Totenkopf über gekreuzten Knochen erhebt; daneben Handgranate, Dolch und Giftflasche. Darüber die serbisch-kyrillische Umschrift УЈЕДИЊЕЊЕ ИЛИ СМРТ (Vereinigung oder Tod); darunter hier В. Ц. УПРАВА (Oberstes Zentralorgan).

Die Schwarze Hand (serbisch Црна Рука, Crna ruka), ab 1911 formal Vereinigung oder Tod (Уједињење или Смрт, Ujedinjenje ili Smrt), war ein nationalistisch-irredentistischer jugoslawischer Geheimbund des frühen 20. Jahrhunderts, der auch mit terroristischen Mitteln für die Gründung eines großserbischen bzw. südslawischen Nationalstaates kämpfte, in dem ganz Bosnien und Herzegowina mit Serbien vereint sein sollte.
Die Schwarze Hand war eine Verbindung von Offizieren, der mehrheitlich Serben, aber auch einige wenige Kroaten und Bosniaken (z. B. Oskar Tartaglia) angehörten. Ähnliche verschwörerische Offiziersverbindungen gab es im 19. Jahrhundert auch in Rumänien und dem Osmanischen Reich. Die Schwarze Hand galt als geheime Organisation, obwohl ihre Existenz und einige ihrer Mitglieder öffentlich bekannt waren.
Mitglieder der Schwarzen Hand und ihrer Vorgängerorganisation waren unter anderem an der Ermordung des serbischen Königs Aleksandar Obrenović und seiner Gattin Draga Mašin sowie dem Attentat von Sarajevo beteiligt, das die Julikrise auslöste, die zum Ersten Weltkrieg führte.

## Gründung
Die Ursprünge der Schwarzen Hand gehen auf Kreise im serbischen Offizierskorps zurück, die am 29. Maijul. / 11. Juni 1903greg. den serbischen König Aleksandar Obrenović und seine Gattin, Draga Mašin ermordeten, womit die Herrschaft der Dynastie Obrenović in Serbien endete. Aleksandar hatte sich vor allem durch seine Ehe und seine autoritäre, auf Repressionen setzende Regierungsführung, aber auch durch seine an Österreich angelehnte Außenpolitik unbeliebt gemacht.

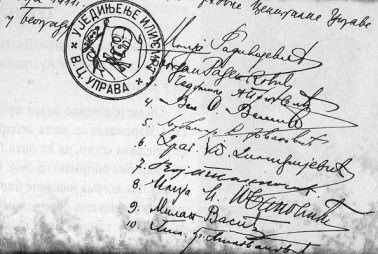
Unterschriften der zehn Gründungsmitglieder auf der Konstitutionsurkunde der Schwarzen Hand

Offiziere, die mit einem vor allem gegen Österreich gerichteten groß-serbischen Nationalismus im Bündnis mit Russland und Frankreich sympathisierten und diese Politik aggressiv durchsetzen wollten, gründeten am 3. März 1911 in Belgrad die Geheimorganisation „Ujedinjenje ili Smrt“ (Vereinigung oder Tod), die auch „Schwarze Hand“ genannt wurde.
Führend war dabei der Generalstabsoffizier Oberst Dragutin Dimitrijević, genannt Apis. Weitere Gründungsmitglieder waren die Obersten Čedomilj A. Popović und Milovan Milovanović, Oberstleutnant Velimir S. Vemić, die Majore Ilija Radivojević, Vojislav Tankosić und Milan Vasić, der Vize-Konsul Bogdan Radenković und der Journalist Ilija Jovanović.

## Innerer Aufbau

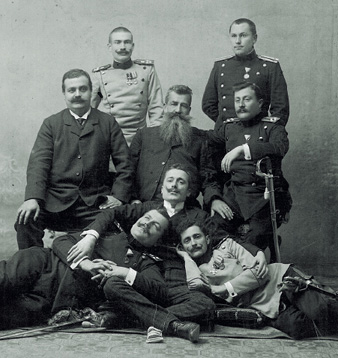
Gruppenporträt von Mitgliedern der Schwarzen Hand. Liegend links Dragutin Dimitrijević und rechts Vojislav Tankosić

Ziel der Organisation war gemäß „Ujedinjenje ili Smrt“ (Vereinigung oder Tod) die Verwirklichung des „völkischen Ideals“, der Vereinigung aller Serben in einem Nationalstaat. Dabei setzte die Schwarze Hand nach eigener Aussage „den revolutionären Kampf dem kulturellen voraus“ und betrieb hierzu:
- die Beeinflussung aller staatlichen und gesellschaftlichen Kräfte in Serbien, wobei die Rolle Piemonts im italienischen Risorgimento als Vorbild angeführt wurde.
- die Bildung einer revolutionären Organisation in allen Gebieten, in denen Serben leben
- den Kampf gegen ihre Feinde mit allen Mitteln
- die Unterhaltung freundschaftlicher Beziehungen mit pro-serbischen Staaten, Volksverbänden und Einzelpersonen sowie mit anderen nationalen Befreiungsbewegungen

Als oberstes Organ wurde eine Oberste Zentralverwaltung mit Sitz in Belgrad eingerichtet, deren Mitgliederzahl möglichst klein sein sollte. Die Entscheidungen der Obersten Zentralverwaltung waren für alle Mitglieder der Organisation verbindlich, sie verfügte über ihr Leben und Vermögen. Die Interessen der Organisation kamen an erster Stelle, ihre Mitglieder mussten alle die Organisation betreffenden Informationen und Erkenntnisse melden, die sie dienstlich oder privat erfuhren.
Die Oberste Zentralverwaltung hatte das Recht, Todesurteile auszusprechen, die von besonders vertrauenswürdigen Mitgliedern vollstreckt wurden. Wenn jemand Mitglied geworden war, konnte er die Organisation nicht mehr verlassen, niemand durfte seinen Rücktritt annehmen.
Die Schwarze Hand war eine Geheimorganisation, deren Existenz gegenüber der Öffentlichkeit unbekannt bleiben sollten. Um die Geheimhaltung der Mitglieder zu sichern, wurden sie nicht nach Namen, sondern nach Nummern geführt. Die Mitglieder kannten einander in der Regel nicht, mit ihnen wurde über besondere Kontaktleute kommuniziert.
Nur die Oberste Zentralverwaltung kannte alle Mitglieder. Obwohl sie die Organisation als solche nicht kannten, verpflichteten sich ihre Mitglieder zu bedingungslosem Gehorsam und absoluter Geheimhaltung. Dimitrijević „verbrannte etwa in regelmäßigen Abständen alle seine Unterlagen“, weswegen bis heute erhebliche Wissenslücken über die Organisation bestehen.

### Schwur
Folgender Schwur wurde von Jovanović-Cupa formuliert und von neuen Mitgliedern in einem abgedunkelten Raum vor einer Gestalt mit Kapuze abgeleistet:
Ich, der in die Organisation „Vereinigung oder Tod“ eintrete, schwöre bei der Sonne, die mich erwärmt, bei der Erde, die mich ernährt, vor Gott, beim Blut meiner Väter, bei meiner Ehre und bei meinem Leben, dass ich von diesem Augenblick an bis zu meinem Tode die Satzung dieser Organisation treu befolgen und stets bereit sein werde, ihr alle Opfer zu bringen.
Ich schwöre vor Gott, bei meiner Ehre und bei meinem Leben, dass ich allen Weisungen und Befehlen widerspruchslos folgen werde.
Ich schwöre vor Gott, bei meiner Ehre und bei meinem Leben, dass ich alle Geheimnisse dieser Organisation mit ins Grab nehmen werde.
Mögen Gott und meine Kameraden in dieser Organisation über mich zu Gericht sitzen, wenn ich wissentlich diesen Eid breche oder umgehe.

## Tätigkeit
1910 plante die Schwarze Hand ein Attentat auf den österreich-ungarischen Verwalter in Bosnien, Marijan Varešanin von Vareš. Der serbische Student und Attentäter Bogdan Žerajić feuerte am 15. Juni 1910 in Sarajevo fünf Schüsse aus einem Revolver auf Varešanin ab, der jedoch durch einen Zufall überlebte. Mit der sechsten und letzten Kugel erschoss sich der Täter anschließend selbst.
Žerajićs Attentat war ein großer Ansporn für Gavrilo Princip, den Attentäter von Sarajevo. Princip besuchte Žerajićs Grab und schwor, ihn zu rächen und seine Tat mit einer ähnlichen Handlung zu „würdigen“.
1911 plante Oberst Dimitrijević ein Attentat in Wien auf den österreichisch-ungarischen Kaiser Franz Joseph I., das jedoch nicht ausgeführt wurde. Der am Attentat von Sarajevo beteiligte Muhamed Mehmedbašić sollte im Januar 1914 einen Anschlag auf den Landeschef von Bosnien, Feldzeugmeister Oskar Potiorek, verüben, was ihm aber nicht gelang.
Mitglieder der Schwarzen Hand waren vor den Balkankriegen im Sommer 1912 nach illegalen Grenzübertritten in Mazedonien tätig, um die dortige Geografie und Verkehrswege für das serbische Militär auszuspionieren.

## Niedergang

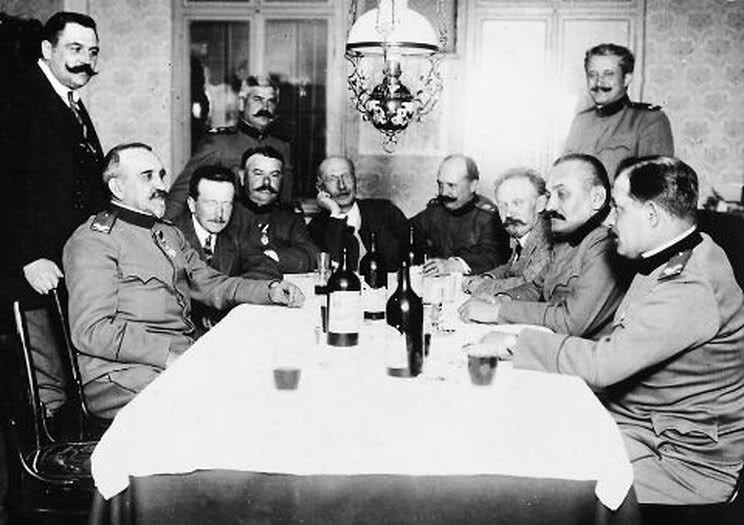
Gruppenfoto eines Treffens von Mitgliedern der Schwarzen Hand

Nicht alle Beteiligten des Putschs von 1903 teilten die Ziele der Schwarzen Hand. Offiziere um den Obersten Petar Živković gründeten 1912 die Weiße Hand, um der Schwarzen Hand entgegenzuwirken. Mitglieder der Weißen Hand gelangten vor allem nach 1917 zu Einfluss; Živković amtierte von 1929 bis 1932 als Premierminister Jugoslawiens.
Obwohl die Aktionen der Schwarzen Hand die Politik der serbischen Regierung beim Ausbruch des Ersten Weltkriegs unterstützten, erkannte die Regierung die Gefährlichkeit einer solchen Geheimorganisation. Insbesondere stand die Schwarze Hand einer jugoslawischen Föderation, wie sie inzwischen von der serbischen Regierung befürwortet wurde, distanziert gegenüber und beharrte darauf, zunächst Serbiens territoriale Ansprüche abzusichern.
1917 wurden alle ihre Mitglieder verhaftet und beschuldigt, die Ermordung des serbischen Prinzregenten Aleksandar Karađorđević geplant zu haben. Bei Dimitrijević, Mitglied der Obersten Zentralverwaltung, wurde das Original der Statuten, bei Oberstleutnant Velimir S. Vemić eine Liste mit den Namen der Mitglieder gefunden. In einem Schauprozess wurden Dimitrijević und zwei weitere Offiziere zum Tode verurteilt und erschossen. Die anderen Angeklagten wurden zunächst zu langen Haftstrafen verurteilt und später amnestiert.